# 枝实属
枝实属（学名：Cladogynos）是大戟科下的一个属，为灌木植物。该属仅有大白凤（Cladogynos orientalis）一种和数个变种，分布于马来西亚一带。